# Posledice
Posledice so slovenski film iz leta 2018 v režiji Darka Štanteta.

## Vsebina
Film govori o 18-letnem Andreju, ki je zaradi svojega težavnega vedenja poslan v vzgojni zavod za mladino. Tam spozna Željka, neformalnega vodjo tamkajšnjih gojencev. Ko ta odkrije Andrejevo skrivnost, ga prične kmalu izkoriščati v svoj prid. Andrej je tako kmalu postavljen pred preizkušnjo odgovornosti in ohranjanja svoje moralne integritete. Odločiti se mora med Željkom in njegovim divjim življenjem ter tem, kako ostati zvest samemu sebi.